# Daniel Ragnvaldsson
Daniel Ragnvaldsson, född 3 januari 1976, är en svensk friidrottare (spjutkastning). Han vann totalt sex SM-guld i spjutkastning mellan år 2001 och 2010.
Ragnvaldsson var med i den svenska truppen vid friidrotts-EM i Göteborg 2006 men slogs ut i kvalet.
Han utsågs 2006 till Stor grabb nummer 489 i friidrott.

## Resultatutveckling  1998 – 2012[12]
- 1998	75,65
- 1999	72,05
- 2000	74,10
- 2001	77,34
- 2002	77,30
- 2003	76,71
- 2004	75,40
- 2005	78,54
- 2006	77,81
- 2007	77,99
- 2008	78,11
- 2009	75,93
- 2010	76,57
- 2011	74,20
- 2012	69,98

## Personliga rekord
| Utomhus - Kula – 14,60 (Pudasjärvi, Finland 13 juli 2003) - Slägga – 54,41 (Piteå 14 juli 2001) - Spjut – 78,54 (Helsingborg 20 augusti 2005) | Inomhus - 60 meter – 6,9 (Östersund 16 januari 1999) |